# Ophrys personei
Ophrys personei là một loài thực vật có hoa trong họ Lan. Loài này được Cortesi mô tả khoa học đầu tiên năm 1915.